# Grand'Landes
Grand'Landes is een gemeente in het Franse departement Vendée (regio Pays de la Loire) en telt 381 inwoners (1999). De plaats maakt deel uit van het arrondissement Les Sables-d'Olonne.

## Geografie
De oppervlakte van Grand'Landes bedraagt 20,4 km², de bevolkingsdichtheid is 18,7 inwoners per km².

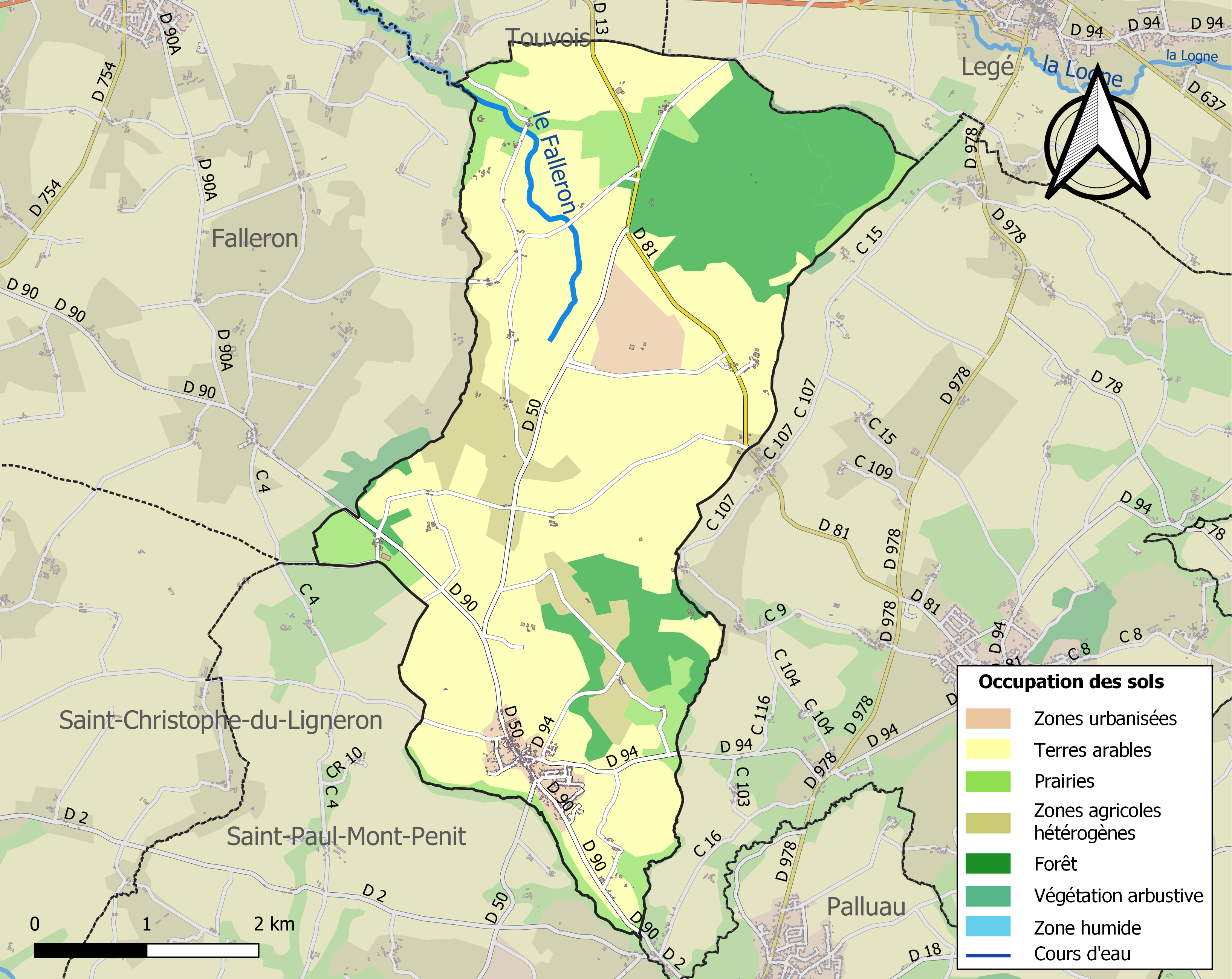
Kaart van de gemeente met de belangrijkste infrastructuur, bodemgebruik en omliggende gemeenten

## Demografie
Onderstaande figuur toont het verloop van het inwonertal (bron: INSEE-tellingen).
1. ↑  Populations de référence 2022.